# 祁家堡站
祁家堡站位于辽宁省本溪市本溪满族自治县草河口镇祁家堡村，为沈丹铁路上的一个火车站。建于1911年。
距离沈阳站138公里，丹东站139公里，隶属沈阳铁路局管辖。现为四等站。